# Dinu Sânmărtean
Dinu Sânmărtean (n. 28 iulie 1981, Bistrița, România) este un jucător român de fotbal care ultima oară a jucat în eșalonul al șaptelea german, la SC 04 Tuttlingen.
Dinu este fratele mai cunoscutului Lucian Sânmărtean și, spre deosebire de acesta, el este fundaș. De-a lungul carierei sale fotbalistice, Dinu Sânmărtean a evoluat pentru mai multe echipe: Gloria Bistrița, Politehnica Iași, FC Vaslui, Thrasivoulos, FC Săcele.
În Grecia, Sânmărtean a avut o perioadă în care a încercat să se integreze la Skoda Xanthi, fosta adversară din Cupa UEFA a celor de la Dinamo București, dar nu a reușit să se impună și a revenit în țară la Gloria Bistrița. Pe data de 12 februarie 2010 a semnat un contract de 2 sezoane și jumătate cu FC Vaslui. Nu s-a adaptat la FC Vaslui, astfel că a acceptat să joace în ligi inferioare, la Mureșul Deva, Delta Tulcea și CF Brăila, fără prea mult succes. A revenit în 2013 la Gloria Bistrița, dar acest club a avut dificultăți financiare și s-a desființat. Rămas fără echipă la 34 de ani și necăutat de alte cluburi, Dinu Sânmărtean a plecat în 2014 în Germania să lucreze într-o fabrică de instalații electrice și să joace la clubul de amatori SC 04 Tuttlingen din al șaptelea eșalon german.

## Primul joc în Liga I
| Data       | Club Advers | Club            | Competiție | Scor |
| ---------- | ----------- | --------------- | ---------- | ---- |
| 09.06.2001 | FC Brașov   | Gloria Bistrița | Divizia A  | 2-0  |
|            |             |                 |            |      |